# Hawk Eyes
Pour les articles homonymes, voir Hawkeye.
Hawk Eyes est un groupe britannique de heavy metal, originaire de Leeds, en Angleterre.

## Histoire

### Chickenhawk (2004–2011)
Le groupe est formé en 2004 sous le nom de Chickenhawk, selon le titre de l'ouvrage homonyme de Robert Mason, à Leeds, en Angleterre. Le groupe a joué un rôle dans la scène underground DIY metal et punk hardcore de Leeds, parmi les squats et les dives locaux. Quelques petits splits CD et CD-R auto-édités apparaissent à cette époque, tous enregistrés avec Ross Halden dans son studio en sous-sol Ghost Town Studios. 
Après des années de concerts à domicile, de petites sorties et de tournées auto-organisées, Brew Records repère le groupe et l'inclut dans sa première sortie en 2007, une compilation intitulée Volume 1 comprenant d'autres groupes locaux faisant partie de la même scène DIY. Le groupe décide ensuite de faire un album de tout ce qu'il avait à ce jour et l'enregistre lors de sessions entre Chris Fielding au Foel Studio au Pays de Galles et Jason Sanderson à Barnsley. Le label Sound Devastation, basé à Nottingham, sort le premier album éponyme à tirage limité en 2008 et, peu après, Reid rejoint le groupe pour compléter le line-up et poursuivre les tournées. L'album et la compilation ont tous deux reçu les éloges de la presse. 
Au milieu de l'année 2008, le groupe décide de tourner son premier clip vidéo pour le titre NASA vs. ESA (extrait du premier album éponyme) et peu après sa sortie, le label local Brew Records propose d'ajouter Hawk Eyes à sa liste croissante (I Concur, Kong, These Monsters, Castrovalva). Ils terminent l'année en continuant à tourner et à écrire. En mars 2009, ils retournent au studio de Jason Sanderson pour enregistrer leurs premiers morceaux avec leur dernier membre, Reid. Un EP intitulé A. Or Not? (nommé d'après un ami proche/promoteur), et en soutien à la sortie de l'EP, ils ont produit leur deuxième vidéo pour le titre I Hate this, Do You Like It en collaboration avec le photographe de NME et SPIN Danny North. L'EP est sorti à la fin de l'été 2009, après la première apparition de Hawk Eyes dans un festival sur la scène BBC Introducing stage at the Reading and Leeds Festivals et d'une tournée britannique avec les membres du label Kong. C'est à ce moment-là qu'un autre label indépendant de Leeds, Dance to the Radio, demande au groupe de contribuer à leur série 4 X 12. Le titre utilisé s'appelle Scorpieau et est enregistré par leur ami Ross Halden dans son nouveau studio Ghost Town Studios Mark II. L'EP et le split 12" reçoivent tous deux une reconnaissance nationale positive. Ils terminent l'année avec leur plus grande tournée à ce jour en soutenant le groupe américain The Fall of Troy à travers le Royaume-Uni.
Hawk Eyes commence l'année 2010 en tournant avec The Computers et Outcry Collective, et est invité par Mike Davies à enregistrer au studio Maida Vale de la BBC à Londres pour l'émission punk rock de Radio 1  pendant la tournée. Le groupe joue dans plus de 10 festivals à travers le pays, dont le Leeds and Reading, le Hevy Festival et le Sonisphere. Brew sort ensuite Modern Bodies, une sélection de chansons tirées des précédentes sorties limitées, rassemblées sur un nouvel album. Remixé par Kevin Vanbergen, remastérisé et agrémenté d'une toute nouvelle illustration réalisée par Reid et North. L'album est salué par la critique dans le monde entier. Une tournée au Royaume-Uni en première partie de We Are the Ocean et une tournée au Royaume-Uni et en Europe en première partie d'Alexisonfire suivent avec des critiques positives.

### Hawk Eyes (depuis 2011)
En mars 2011, le groupe se rebaptise, devenant ainsi Hawk Eyes. Entre janvier et octobre 2011, le groupe enregistre les albums suivants, Mindhammers et Ideas. En novembre, Hawk Eyes tourne au Royaume-Uni avec Turbowolf et The JCQ. En décembre 2011, Hawk Eyes tourne en première partie de Ginger Wildheart. Le 12 décembre 2011, Hawk Eyes sort Mindhammers, un EP de 5 titres disponible en téléchargement et en vinyle limité.
Hawk Eyes sort Ideas le 21 mars 2012 chez Vinyl Junkie au Japon, et le 26 mars 2012 chez Fierce Panda Records au Royaume-Uni. Le départ de leur batteur Matt Reid est révélé ; il est remplacé par Steve Wilson, l'ancien batteur de Japanese Voyeurs et Dinosaur Pile-Up. En 2012, Hawk Eyes effectue une grande tournée à travers le Royaume-Uni, l'Europe et le Japon. Ideas est très bien accueilli par la presse spécialisée,,, et est nommé pour le prix de la meilleure révélation aux Kerrang! Awards de 2012. Plus tard, en mai 2012, ils révèlent le single Just One More Thing.
Tout en continuant à tourner, Hawk Eyes sort un nouvel EP en 2013, intitulé That's What This Is, chez PledgeMusic. Le groupe commence également à écrire et à enregistrer un nouvel album. En 2014, le groupe continue d'enregistrer son troisième album avec le producteur Andy Hawkins. Le nouvel album Everything is Fine sort en février 2015, la prévente ayant été annoncée en octobre 2014. Le groupe annonce également une tournée de 9 dates au Royaume-Uni en février. Le premier single Die Trying sort en novembre, après avoir été diffusé en avant-première dans l'émission rock de Dan Carter sur Radio 1. En juillet 2019, ils sortent le single Royal Trouble précédant leur album Advice.

## Discographie

### Albums studio
- 2010 : Modern Bodies (CD digipack)
- 2012 : Ideas
- 2015 : Everything is Fine
- 2019 : Advice

### EP
- 2009 : A or Not? (2009, digipack)
- 2011 : Mindhammers (2011, vinyle + téléchargement)
- That's What This Is

### Démos
- 2005 : CD

### Splits
- 2006 : I Breathe Spears/With Scissors Split (CD)
- 2011 : Hawk Eyes/Castrovalva/Dolphins/Blacklisters (vinyle)

### Apparitions
- 2007 : Salt the Wound Records - The Sky Is Bleeding (CD)
- 2009 : Dance to the Radio - 4x12" Vol 3  (vinyle)
- 2011 : Exploding in Sound - Battery Acid Audio